# Sigwardt Aspestrand
Sigwardt Aspestrand, född 13 november 1856 i Aremark, död 31 december 1941 i Oslo, var en norsk tonsättare.
Efter att först ha genomgått handelsutbildning studerade Aspestrand violinspel hos Gudbrand Bøhn i Kristiania och blev i 24-årsåldern elev på Leipzigs musikkonservatorium och senare på kungliga musikhögskolan i Berlin (under Joseph Joachim), men tvingades på grund av en handskada att överge violinen. 
Aspestrand var i flera år bosatt i Tyskland, där han förutom bland annat kammarmusik komponerade sju operor till egna texter, Die Seemannsbraut, Freyàs Altar, Der Recke von Lyrskovsheid, Die Wette, Im Goethezimmer, Der Kuss auf Sicht (Le baiser au porteur) och Robin Hood samt den komiska operan Pervonte med text av August von Kotzebue. Den förstnämnda operan uppfördes med framgång på hovteatrarna i Gotha och Coburg samt på Nationaltheatret i Kristiania 1907.